# Bernard Germain de Lacépède
Bernard-Germain-Étienne de La Ville-sur-Illon, comte de Lacépède sau simplu La Cépède (26 decembrie 1756, Agen, Franța – 6 octombrie 1825, Épinay-sur-Seine) a fost un naturalist francez. Este cunoscut pentru contribuția sa la lucrarea lui Georges-Louis Leclerc de Buffon, Histoire Naturelle.